# Conquista di Abu Musa e delle Isole Tunb
Per conquista di Abu Musa e delle Isole Tunb si intende la conquista iraniana dell'isola di Abu Musa e delle Isole Tunb avvenuta il 30 novembre 1971, quando le forze britanniche si ritirarono dalle isole nello stretto di Hormuz, pochi giorni prima della formazione dei moderni Emirati Arabi Uniti. La Marina imperiale iraniana si adoperò quindi per riprendere il controllo territoriale delle isole dopo l'occupazione britannica.

## Storia
Secondo l'iranista Pirouz Mojtahedzadeh, le Isole Tunb fecero parte dei domini dei re di Hormuz dal 1330 fino al 1507 quando furono invase dal Portogallo. I portoghesi occuparono l'isola fino al 1622, quando furono espulsi dallo scià ʿAbbās I il Grande.
Le isole fecero parte dei vari imperi persiani dal 1622 al 1921. Il 7 giugno 1921 furono occupate dal Regno Unito e sottoposte all'amministrazione dell'emirato di Sharja. Nel 1971, poco prima della fine del protettorato britannico sugli Stati della Tregua e della formazione degli Emirati Arabi Uniti, l'Iran assunse il controllo parziale di Abu Musa nell'ambito di un accordo con l'emirato di Sharja. Iran e Sharja avevano infatti firmato un memorandum d'intesa. Concordarono che Sharja avrebbe mantenuto una stazione di polizia locale e a che l'Iran avrebbe disposto delle truppe sull'isola secondo la mappa allegata al memorandum d'intesa. Iran e Sharja avrebbero avuto ciascuno una giurisdizione completa sulle aree designate e segnalate da bandiere. Era prevista anche una distribuzione equa delle entrate del petrolio. Un giorno dopo, il 30 novembre 1971, l'Iran si impadronì delle isole e ne prese il controllo.

## Operazione

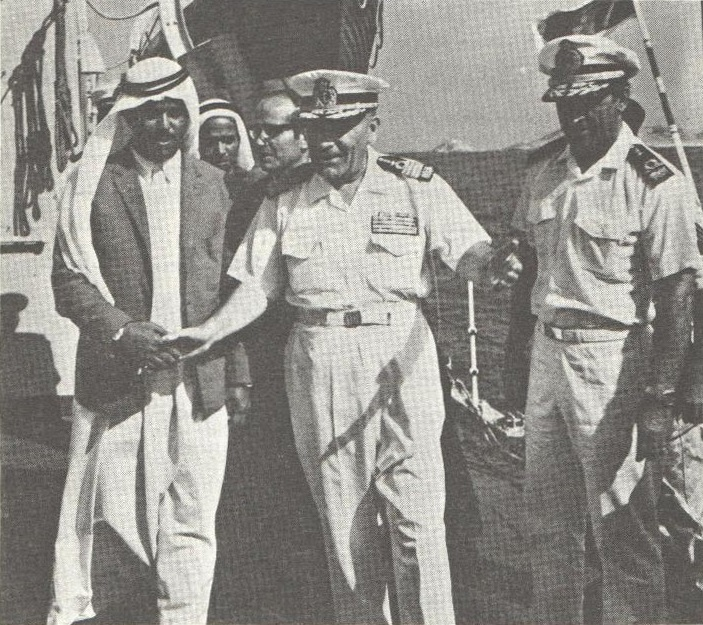
Lo sceicco Saqr, fratello del sovrano di Sharja, accoglie le truppe iraniane all'esterno della nave della marina iraniana Artemis ad Abu Musa nel 1971.

Il 30 novembre 1971 la Marina imperiale iraniana prese le isole dopo una breve resistenza delle piccole forze di polizia arabe di stanza lì. Nelle Isole Tunb, il sovrano di Ras al-Khaima, lo sceicco Saqr bin Muhammad al-Qasimi, che non aveva firmato alcun accordo con l'Iran, resistette alle truppe iraniane inviate.
All'alba del 29 novembre 1971, gli elicotteri circondarono l'isola e lanciarono volantini, scritti in persiano, che invitavano i residenti, che erano per lo più contadini e pescatori, ad arrendersi. Nella Grande Tunb, gli iraniani ordinarono ai poliziotti della stazione di ammainare la bandiera dell'emirato. Salem Suhail bin Khamis, uno dei sei poliziotti di stanza, si rifiutò di accondiscendere e fu colpito e ucciso. Il corpo di Bin Khamis fu sepolto sull'isola e gli abitanti furono poi espulsi a Ras al-Khaima. Secondo l'autore Richard N. Schofield, una fonte dichiarò che 120 abitanti della Grande Tunb furono poi deportati, ma secondo altri rapporti l'isola era già disabitata da qualche tempo prima.
La morte del ventenne Bin Khamis lo ha reso il primo martire degli Emirati Arabi Uniti e il 30 novembre è celebrato negli Emirati come la Giornata della Commemorazione.

## Conseguenze
L'Iran giustificò l'invasione affermando che le isole facevano parte dell'Impero persiano sin dal VI secolo a.C. Questa giustificazione fu contestata dagli Emirati Arabi Uniti che sostenevano che gli arabi mantennero il controllo e la sovranità delle isole sin dal VII secolo a.C. Tuttavia, non c'è documentazione sopravvissuta dai tempi pre-coloniali riguardanti la sovranità delle isole. Il primo documento conosciuto riguardo alla sovranità risale infatti al 1518 e venne prodotto dai portoghesi. Essi sostenevano che le isole erano in realtà abitate e governate dagli arabi.
Nei decenni successivi, il problema rimase una fonte di attrito tra gli stati arabi e l'Iran. I negoziati tra gli Emirati Arabi Uniti e l'Iran intrapresi nel 1992 fallirono. Gli Emirati Arabi Uniti tentarono di portare la controversia davanti alla Corte internazionale di giustizia, ma l'Iran rifiutò. Teheran afferma che le isole sono sempre appartenute ad essa in quanto non aveva mai rinunciato al possesso delle isole e che fanno parte del territorio iraniano. Gli Emirati Arabi Uniti sostengono che le isole furono sotto il controllo degli sceicchi al-Qasimi per tutto il XIX secolo, i cui diritti furono poi ereditati dagli Emirati Arabi Uniti dopo il 1971. I sostenitori dell'Iran affermano che i governanti locali degli al-Qasimi durante il XIX secolo erano in realtà basati sulla costa iraniana, non su quella araba, ed erano quindi soggetti ai persiani. Nel 1980, gli Emirati Arabi Uniti esposero la loro pretesa all'Organizzazione delle Nazioni Unite, ma essa fu respinta dal Consiglio di sicurezza, e il caso fu chiuso. Dato che l'Iran costantemente rifiuta di prendere in considerazione la mediazione o l'arbitrato di terze parti come la Corte internazionale di giustizia, Mattair considera l'invasione una violazione dell'articolo 33 della Statuto delle Nazioni Unite.

## Memorandum d'intesa

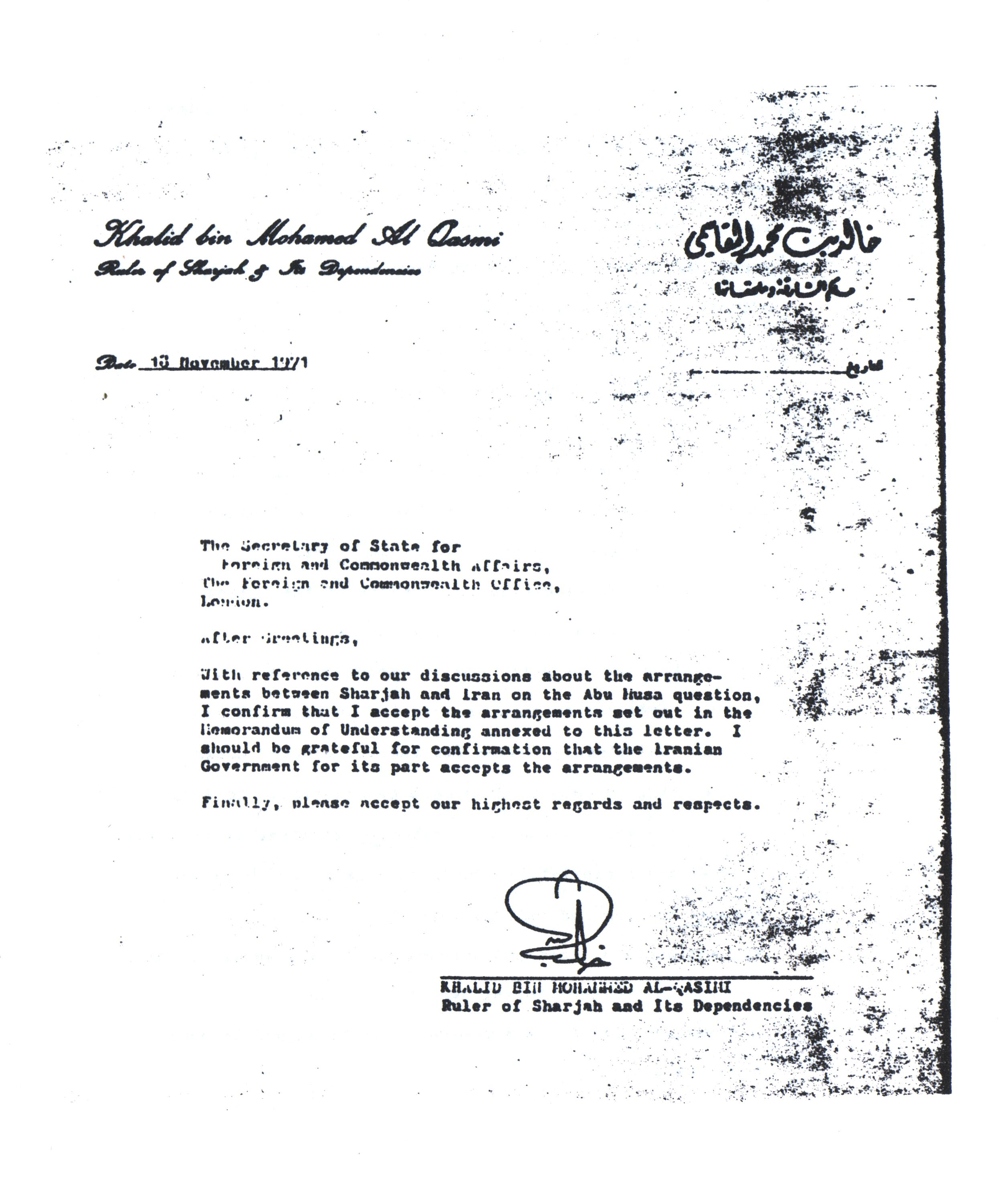
Il sovrano di Sharja chiede al segretario per gli affari esteri britannico l'accettazione del memorandum d'intesa da parte dell'Iran.
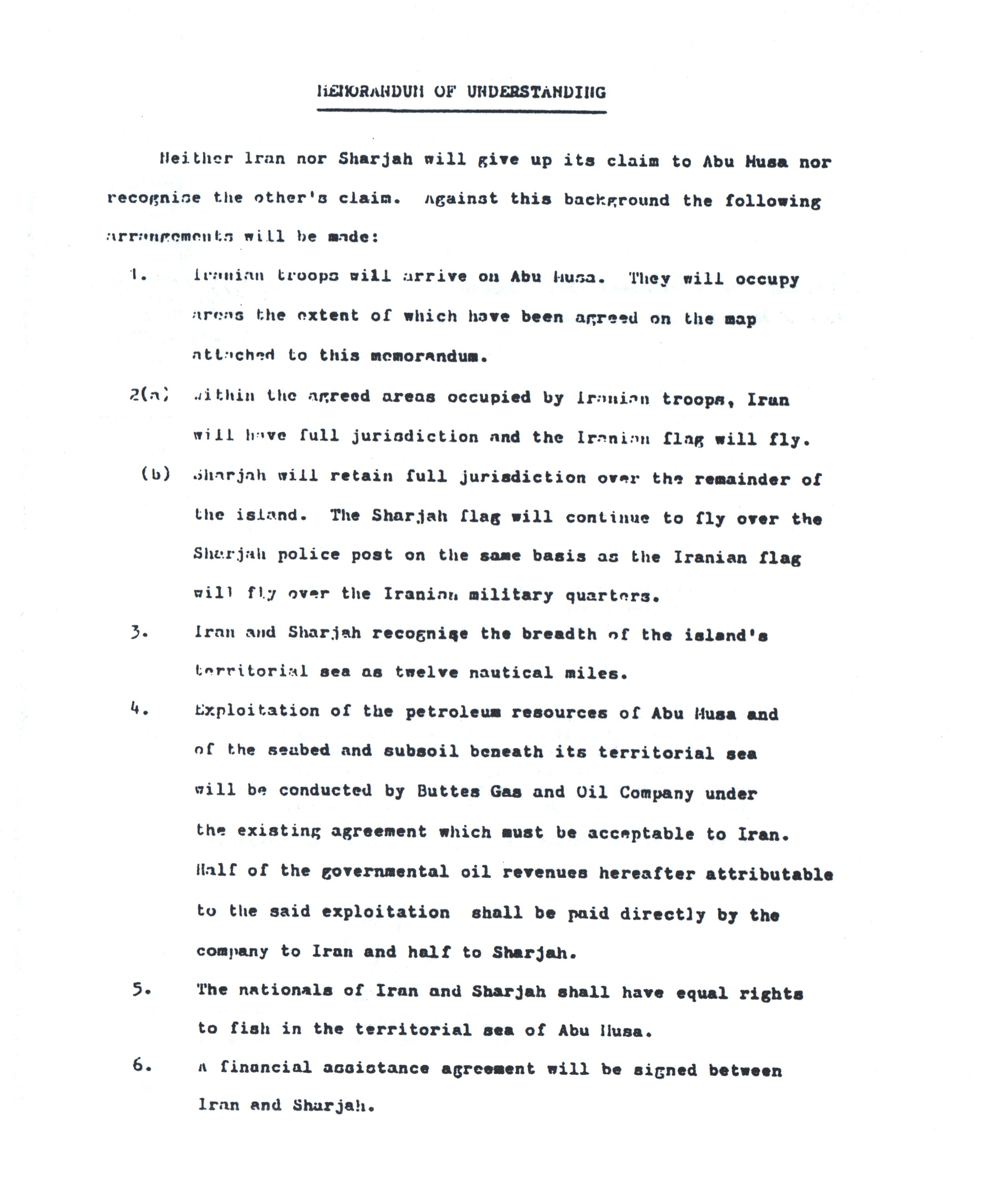
Il memorandum d'intesa allegato alla lettera del 18 novembre 1971 dal sovrano di Sharja al segretario per gli affari esteri britannico.
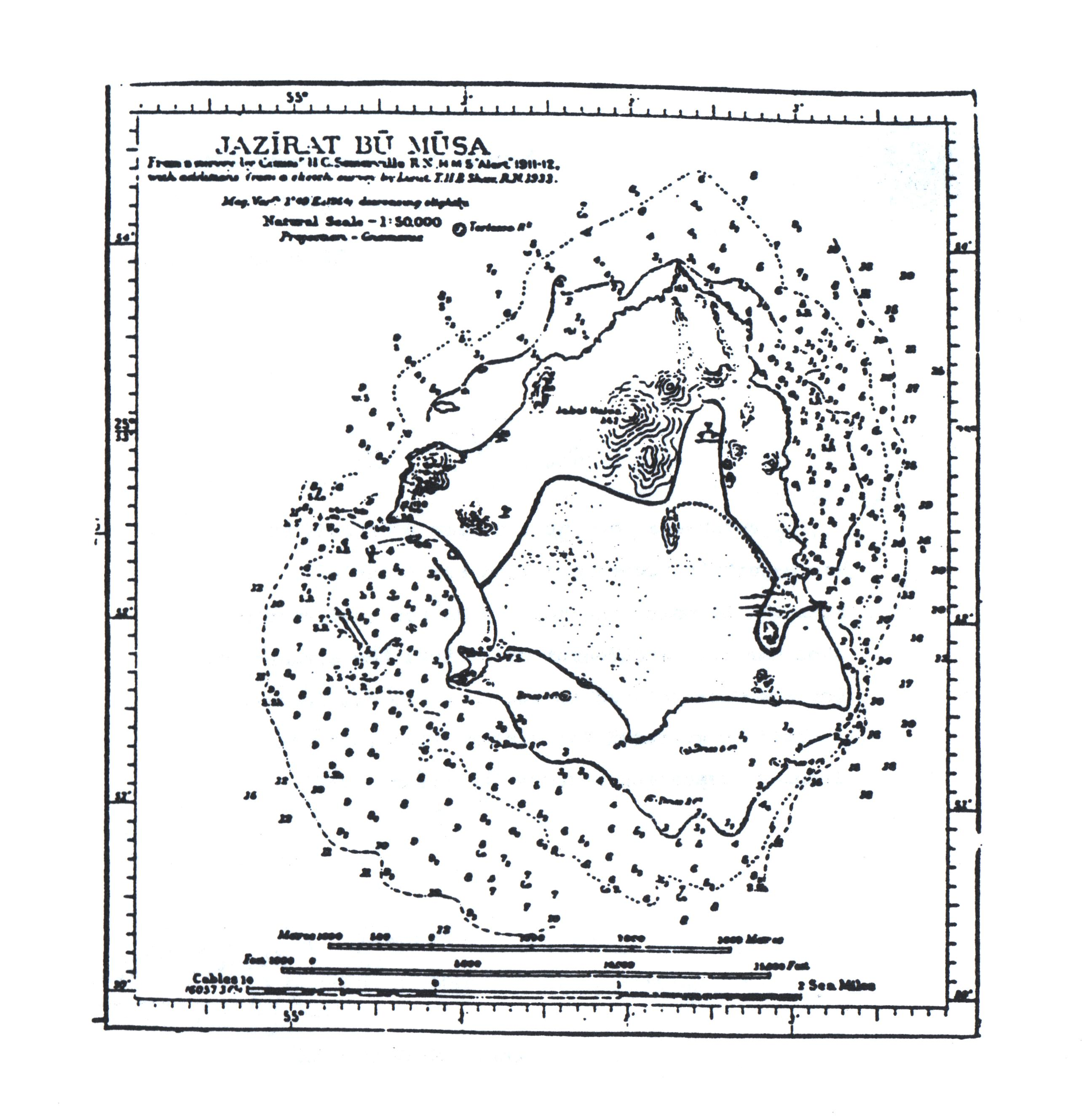
Mappa ufficiale dell'isola di Abu Musa allegata al memorandum d'intesa del novembre 1971.
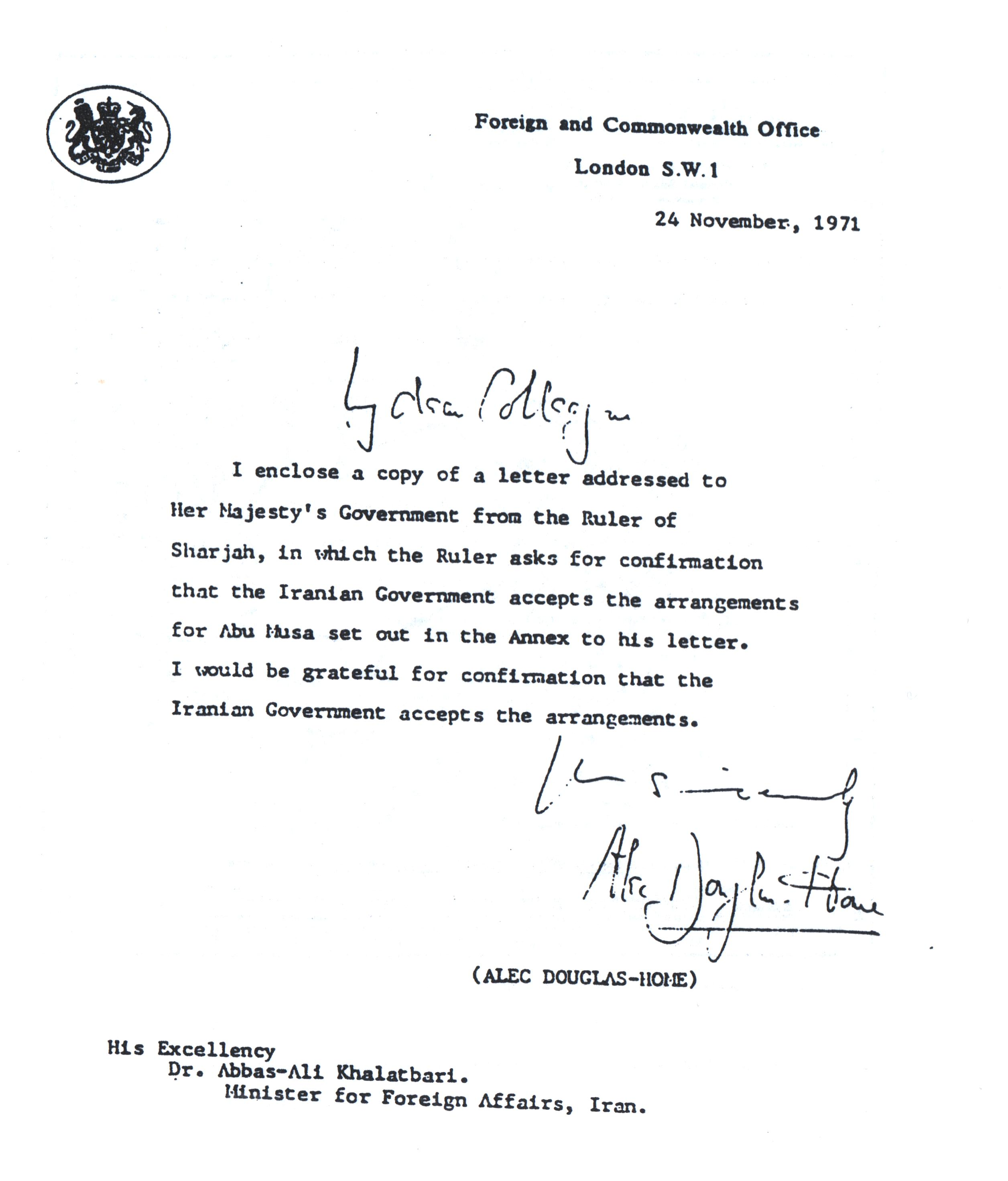
Lettera del 24 novembre 1971 del segretario per gli affari esteri britannico al ministro degli affari esteri iraniano nella quale si chiede l'accettazione iraniana del memorandum d'intesa.
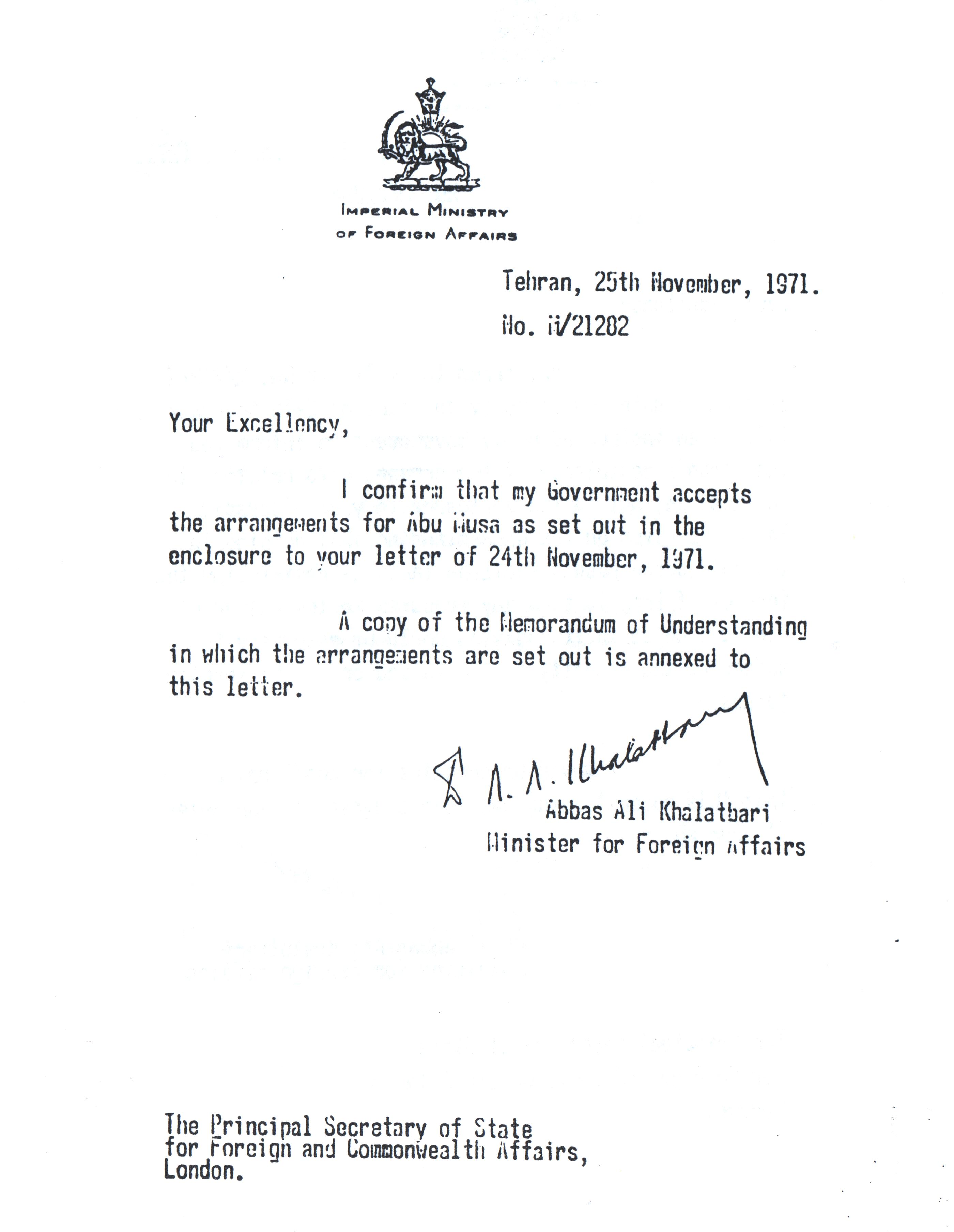
Lettera del 25 novembre 1971 del ministro degli esteri iraniano al segretario per gli affari esteri britannico riguardante l'accettazione da parte dell'Iran del memorandum d'intesa.
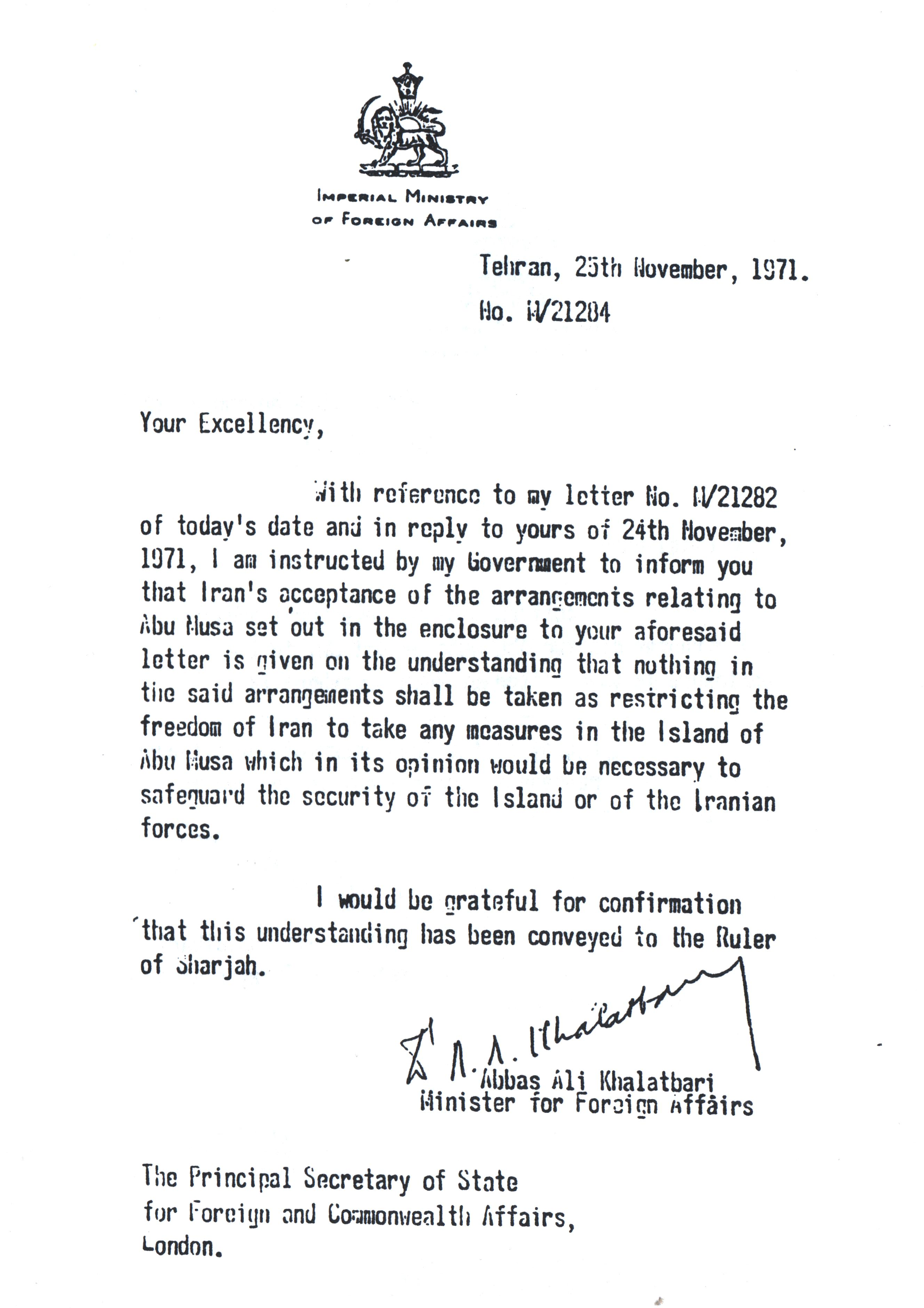
Lettera del 25 novembre 1971 del ministro degli esteri iraniano al segretario per gli affari esteri britannico che spiega le condizioni e gli avvertimenti iraniani relativi all'accettazione da parte dell'Iran del memorandum d'intesa.
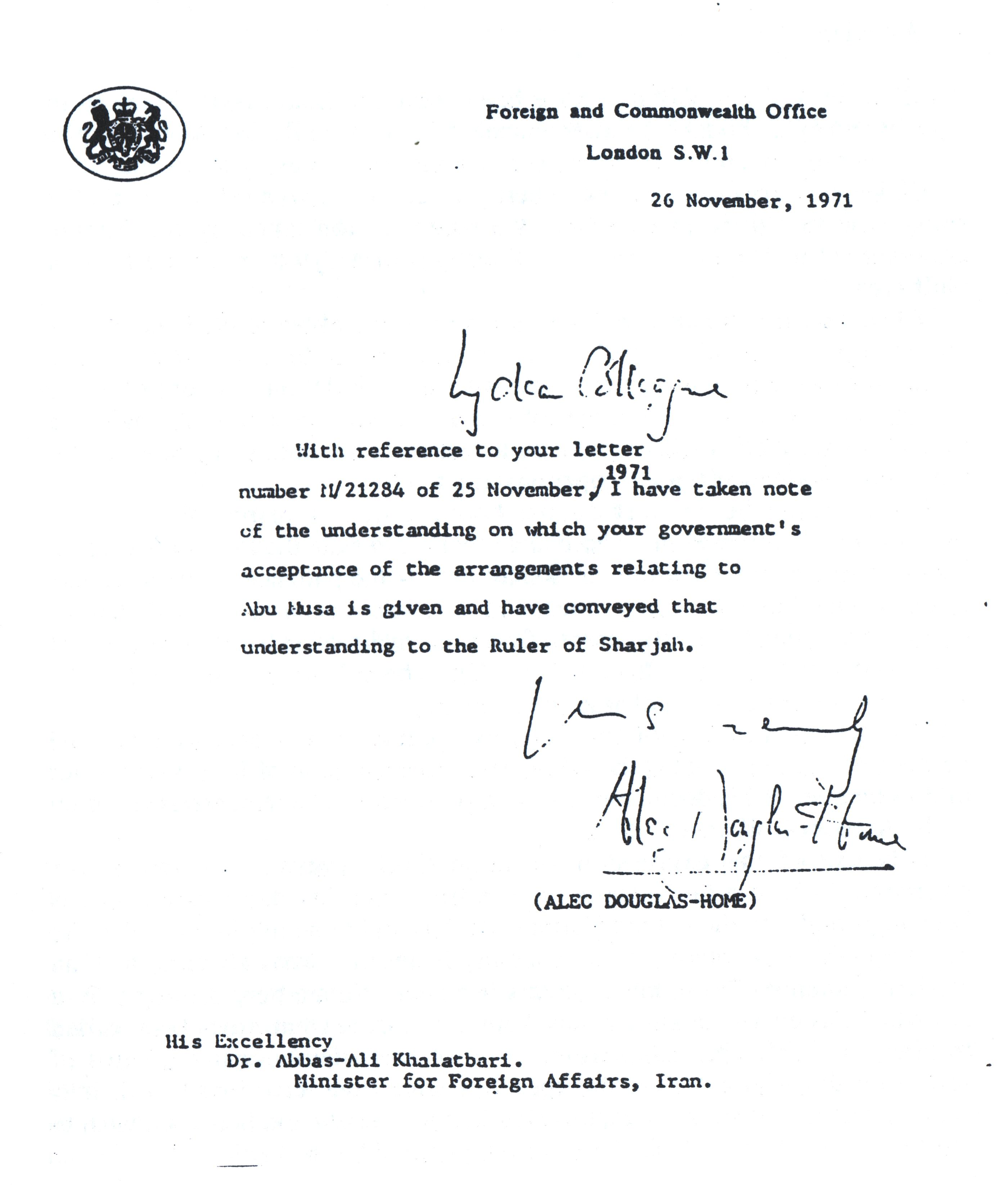
Lettera del 26 novembre 1971 del segretario per gli affari esteri britannico al ministro degli esteri iraniano con il quale lo informa che le condizioni e gli avvertimenti iraniani erano stati trasmessi al sovrano di Sharja. È stato convenuto che l'assenza di risposta da parte del sovrano di Sharja a questa lettera equivalse alla sua accettazione delle condizioni e degli avvertimenti iraniani.